# Patriots Day
Patriots Day is een Amerikaanse dramafilm uit 2016 die geregisseerd werd door Peter Berg. Het verhaal speelt zich af tijdens de aanslag op de marathon van Boston in 2013. De hoofdrollen worden vertolkt door Mark Wahlberg, John Goodman, J.K. Simmons en Michelle Monaghan.

## Verhaal
Wanneer de marathon in Boston in 2013 door bomaanslagen getroffen wordt, nemen de angst en onzekerheid bij de bevolking toe. Terwijl de stad in rouw is, beginnen de politie- en ordediensten aan een race tegen de klok. Men doet er alles aan om de slachtoffers te helpen en de voortvluchtige daders zo snel mogelijk te vatten. De politie begint een klopjacht om te voorkomen dat er een nieuwe aanslag gepleegd wordt.

## Rolverdeling
| Acteur             | Personage           |
| ------------------ | ------------------- |
| Mark Wahlberg      | Tommy Saunders      |
| John Goodman       | Edward Davis        |
| J.K. Simmons       | Jeffrey Pugliese    |
| Michelle Monaghan  | Carol Saunders      |
| Vincent Curatola   | Thomas Menino       |
| James Colby        | William Evans       |
| Kevin Bacon        | Richard DesLauriers |
| Alex Wolff         | Dzhokhar Tsarnaev   |
| Themo Melikidze    | Tamerlan Tsarnaev   |
| Melissa Benoist    | Katherine Russell   |
| Michael Beach      | Deval Patrick       |
| Jimmy O. Yang      | Dun Meng            |
| Rachel Brosnahan   | Jessica Kensky      |
| Jake Picking       | Sean Collier        |
| Christopher O'Shea | Patrick Downes      |
| David Ortiz        | Als zichzelf        |

## Prijzen en nominaties
| Jaar | Prijs                    | Categorie                 | Genomineerde(n)           | Resultaat |
| ---- | ------------------------ | ------------------------- | ------------------------- | --------- |
| 2016 | National Board of Review | Top 10 films van het jaar | Top 10 films van het jaar | Gewonnen  |
| 2016 | National Board of Review | Spotlight Award           | Peter Berg, Mark Wahlberg | Gewonnen  |

## Productie

### Ontwikkeling
|                                                                                                  |  |  |
| John Goodman (links) kroop voor de film in de huid van politiecommissaris Edward Davis (rechts). |  |  |

Na de bomaanslagen tijdens de marathon van Boston (2013) doken er verschillende filmprojecten over de gebeurtenissen op. Zo wilde de Zweedse regisseur Daniel Espinosa het boek Boston Strong verfilmen met acteur Casey Affleck in de hoofdrol, terwijl acteur Jake Gyllenhaal een film over slachtoffer Jeff Bauman ontwikkelde. Een derde project, getiteld Patriot's Day, focuste zich op politiecommissaris Ed Davis en werd ontwikkeld door CBS Films, dat zich baseerde op een reportage uit het nieuwsprogramma 60 Minutes. Vervolgens kocht CBS de rechten van Boston Strong, waarna beide verhalen samengevoegd werden.
De hoofdrol ging naar de uit Boston afkomstige Mark Wahlberg, die ook een producent van het project werd. Peter Berg, die mee aan het scenario schreef, mocht de film regisseren. Berg en Walhberg hadden eerder al samengewerkt aan Lone Survivor (2013) en Deepwater Horizon (2016). In maart 2016 werd de rest van de cast samengesteld.

### Opnames
De opnames gingen op 29 maart 2016 van start. Er werd gefilmd in onder meer Quincy, Peabody en Boston. De schietpartij tussen de politie en de gebroeders Tsarnaev wilde men opnemen op de locatie waar de echte schietpartij had plaatsgevonden, maar buurtbewoners en het stadsbestuur gaven geen toestemming. Ook de University of Massachusetts Dartmouth gaf geen toestemming om te filmen op de campus. De Massachusetts Institute of Technology (MIT) gaf wel toestemming om enkele "vredige scènes" op te nemen op de campus. De makers kregen van MIT ook toegang tot de woning van Sean Collier, de MIT-politieagent die door de gebroeders Tsarnaev werd doodgeschoten. De aankomstlijn van de marathon, waar de bomaanslagen plaatsvonden, werd nagebouwd op de luchthaven Naval Air Station South Weymouth.

### Release
Op 17 november 2016 ging de film in première op AFI Fest, het filmfestival van de American Film Institute.